# Roland Tanner
Roland Tanner es un deportista suizo que compitió en bobsleigh en la modalidad cuádruple.
Ganó una medalla de plata en el Campeonato Mundial de Bobsleigh de 1996 y dos medallas en el Campeonato Europeo de Bobsleigh, plata en 1997 y bronce en 1996.

## Palmarés internacional
| Campeonato Mundial | Campeonato Mundial   | Campeonato Mundial | Campeonato Mundial |
| Año                | Lugar                | Medalla            | Prueba             |
| ------------------ | -------------------- | ------------------ | ------------------ |
| 1996               | Calgary (Canadá)     | Medalla de plata   | Cuádruple          |
| Campeonato Europeo |                      |                    |                    |
| Año                | Lugar                | Medalla            | Prueba             |
| 1996               | Sankt Moritz (Suiza) | Medalla de bronce  | Cuádruple          |
| 1997               | Königssee (Alemania) | Medalla de plata   | Cuádruple          |